# Samford Valley
Samford Valley är en del av en befolkad plats i Australien. Den ligger i kommunen Moreton Bay och delstaten Queensland, omkring 19 kilometer nordväst om delstatshuvudstaden Brisbane. Antalet invånare är 10 931.
Runt Samford Valley är det tätbefolkat, med 493 invånare per kvadratkilometer.. Närmaste större samhälle är Brisbane, omkring 19 kilometer sydost om Samford Valley.
Runt Samford Valley är det i huvudsak tätbebyggt. Genomsnittlig årsnederbörd är 1 222 millimeter. Den regnigaste månaden är januari, med i genomsnitt 252 mm nederbörd, och den torraste är september, med 30 mm nederbörd.